# シモン・ボリバル国際空港
シモン・ボリバル国際空港、あるいはシモン・ボリーバル国際空港（Aeropuerto Internacional de Maiquetía Simón Bolívar、英語：Simón Bolívar International Airport）は、ベネズエラ・ボリバル共和国の首都のカラカスの北、バルガス州バルガス市マイケティア区にある国際空港。空港名はラテンアメリカをスペインによる植民地支配から解放したシモン・ボリバル（シモン・ボリーバルとも表記する）にちなむ。「マイケティア空港」と呼ばれることもある。

## 概要
ベネズエラ最大の国際空港であり、南アメリカや北アメリカ、ヨーロッパから多くの便が乗り入れるが、近年ではアメリカの経済制裁によりアメリカ側キャリア（または自国側キャリア）からの乗り入れが現在休止中である。このためアメリカ側のキャリア全て（アメリカン航空・デルタ航空・ユナイテッド航空）の乗り入れが停止中である。ベネズエラのフラッグ・キャリアであるコンビアサ航空のハブ空港となっている。